# Wen-šan
Wen-šan (čínsky pchin-jinem Wénshān, znaky 文山), plným názvem Čuangský a miaoský autonomní kraj Wen-šan (čínsky v českém přepisu Wen-šan čuang-cu miao-cu c’-č’-čou, pchin-jinem Wénshān Zhuàngzú Miáozú Zìzhìzhōu, znaky zjednodušené 文山壮族苗族自治州), je autonomní kraj v provincii Jün-nan v jihozápadní Číně. Má rozlohu přes 31 tisíc km² a roku 2020 v něm žilo tři a půl milionu obyvatel.

## Geografie

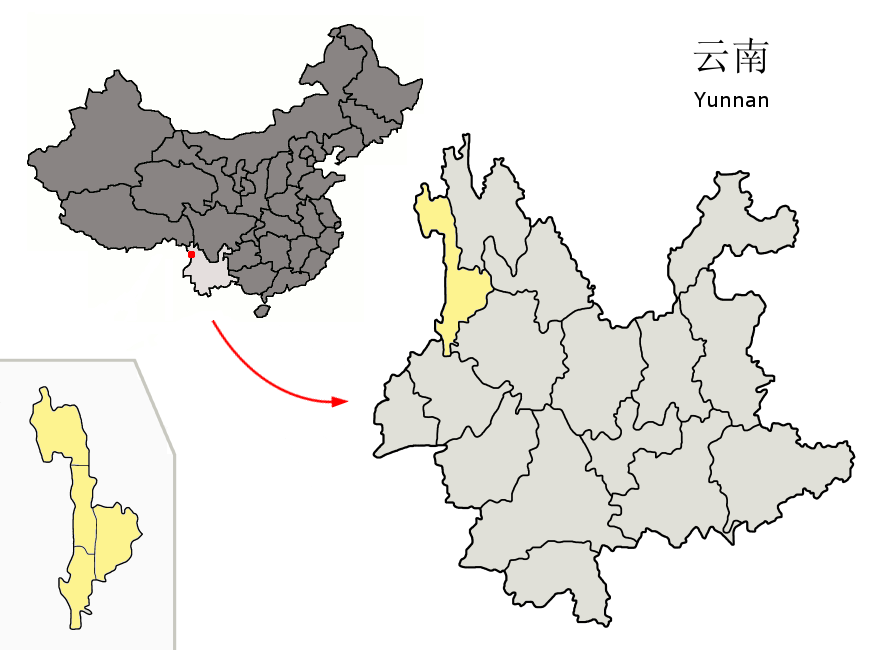
Wen-šan (žlutě) v provincii Jün-nan

Čuangský a miaoský autonomní kraj Wen-šan se nachází ve východní části provincie Jün-nan v jihozápadní Číně. Na západě hraničí s autonomním krajem Chung-che, na severu s městskou prefekturou Čchü-ťing a autonomní oblastí Kuang-si, na východě také s Kuang-si a na jihu s Vietnamem.

## Demografie
Podle sčítání lidu roku 2020 žilo v kraji 3 503 218 obyvatel na rozloze 31 421 km². O deset let dříve bylo v kraji napočteno 3 517 946 obyvatel, roku 2000 3 268 553 obyvatel. Roku 2000 bylo 42,0 % obyvatel Chanů, z dalších národností zde žili především Čuangové (30,0 %), Miaové (12,9 %) a Iové (10,6); zbytek (4,5 % obyvatelstva) tvořili příslušníci jiných národností.

## Administrativní členění
Autonomní kraj Wen-šan se člení na osm celků okresní úrovně, a sice jeden městský okres a sedm okresů.
| městský okres · Wen-šan okres · Jen-šan okres · Si-čchou okres · Ma-li-pcho okres · Ma-kuan okres · Čchiou-pej okres · Kuang-nan okres · Fu-ning |          |                       |                    |                                  |
| Název | Název    | Počet obyvatel (2020) | Rozloha km² (2020) | Hustota zalidnění (obyv. na km²) |
| český přepis | znaky    | Počet obyvatel (2020) | Rozloha km² (2020) | Hustota zalidnění (obyv. na km²) |
| Městský okres |          |                       |                    |                                  |
| Wen-šan | 文山市   | 623 772               | 2 957              | 211                              |
| Okresy |          |                       |                    |                                  |
| Jen-šan | 砚山县   | 476 587               | 3 859              | 124                              |
| Si-čchou | 西畴县   | 203 630               | 1 502              | 136                              |
| Ma-li-pcho | 麻栗坡县 | 243 587               | 2 360              | 103                              |
| Ma-kuan | 马关县   | 318 704               | 2 672              | 119                              |
| Čchiou-pej | 丘北县   | 468 172               | 5 049              | 93                               |
| Kuang-nan | 广南县   | 771 948               | 7 756              | 100                              |
| Fu-ning | 富宁县   | 396 818               | 5 268              | 75                               |
| |          |                       |                    |                                  |
| Celkem | Celkem   | 3 503 218             | 31 421             | 112                              |